# チャスキ

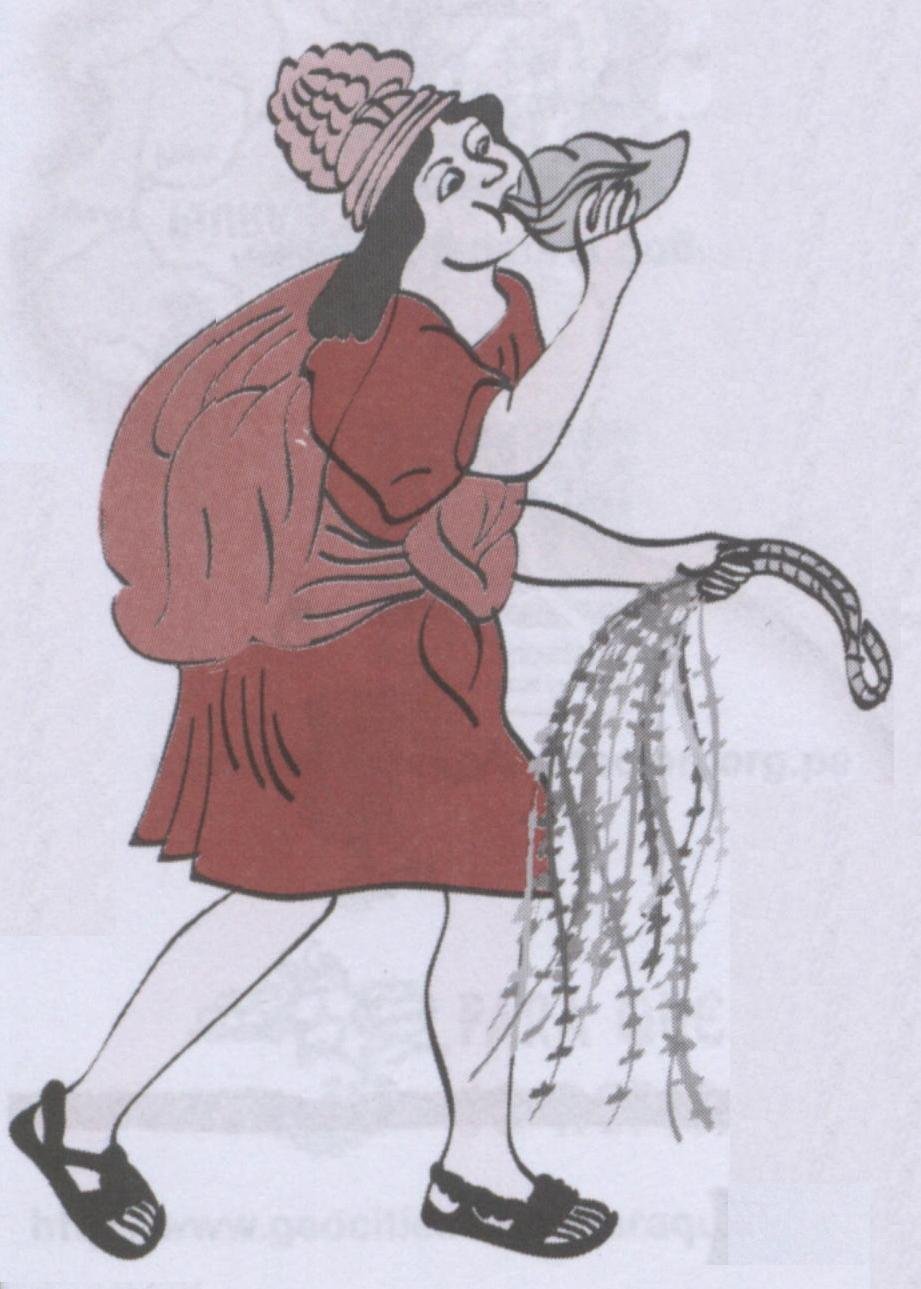
pututu（コンクシェル）を吹き、キープを運ぶチャスキ

チャスキ（スペイン語：Chasqui）はインカ帝国における飛脚のことである。機敏で高度な訓練を受け身体的にも優れた彼らは、中継システムを通じて、キープ・メッセージ・贈り物を1日に240kmも運んでいた。
機敏で高度な訓練を受け、体を鍛えている彼らはリレーシステムを介して1日あたり最大240 kmほどの流通を可能にしていたが、チャスキは単なるメッセンジャー（彼らは基本的な情報を伝えるために雇われたばかりの若い男子） というわけではなく、高度に互いの意志を読み取り変換することができるように訓練されており、口頭のメッセージを伝えるために使用されただけでなく、サパ・インカの監察官による帝国人の状況追跡も補佐する。チャスキは最も適した若い男性から選ばれ、最速のランナーであることも知られていた。